# Conus pilkeyi
Conus pilkeyi é uma espécie de gastrópode do gênero Conus, pertencente à família Conidae.